# EMA 2003
EMA 2003 je potekala 15. februarja 2003 na ljubljanskem Gospodarskem razstavišču. Prireditev sta vodila Miša Molk in Peter Poles. O zmagovalcu se je odločalo v dveh krogih glasovanja. Kot gostja je nastopila latvijska pevka Marie N., ki je leta 2002 na Pesmi Evrovizije prinesla prvo zmago Latviji s pesmijo I Wanna, Natalija Verboten, Monika Pučelj, Manca Izmajlova in Anika Horvat pa so zapele venček evrovizijskih uspešnic.
Zmagala je Karmen Stavec s pesmijo Lep poletni dan, ki je bila na izboru za Pesem Evrovizije v Rigi zapeta v angleščini pod naslovom Nanana.

## Tekmovalne skladbe
Strokovna izborna komisija RTV Slovenija v sestavi Armando Šturman, Martin Žvelc, Branka Kraner in Aleš Strajnar je izmed 88 prijavljenih skladb izbrala 16 finalistov, ki so se predstavili na Emi 2003.
| #   | Izvajalec                         | Naslov pesmi        | Avtor glasbe                    | Avtor besedila           | Avtor aranžmaja                 |
| --- | --------------------------------- | ------------------- | ------------------------------- | ------------------------ | ------------------------------- |
| 1.  | Jadranka Juras                    | Sedmi čut           | Jadranka Juras, Štefan Miljevič | Štefan Miljevič          | Jani Hace                       |
| 2.  | Ana Dežman                        | Mlado srce          | Jure Robežnik                   | Dušan Velkaverh          | Patrik Greblo                   |
| 3.  | Folkrola & Nina                   | Ujemi me            | Samo Javornik                   | Samo Javornik            | Gorazd Čepin                    |
| 4.  | Bepop                             | Ne sekiraj se       | Zvone Tomac                     | Primož Pogelšek          | Zvone Tomac                     |
| 5.  | Andraž Hribar                     | Letim naprej        | Andraž Hribar                   | Dušan Bižal              | Patrik Greblo                   |
| 6.  | Karmen Stavec                     | Lep poletni dan     | Martin Štibernik                | Karmen Stavec            | Martin Štibernik                |
| 7.  | Nuša Derenda                      | Prvič in zadnjič    | Matjaž Vlašič                   | Urša Vlašič              | Matjaž Vlašič, Boštjan Grabnar  |
| 8.  | Alya                              | Exploziv(no)        | Dejan Radičevič                 | Cvetka Omladič           | Dejan Radičevič                 |
| 9.  | Marijan Novina                    | Vse enkrat mine     | Marijan Novina                  | Marijan Novina           | Sašo Fajon                      |
| 10. | Pika Božič                        | Ne bom čakala te    | Aleš Klinar                     | Anja Rupel, Pika Božič   | Aleš Klinar, Aleš Čadež         |
| 11. | Platin                            | Sto in ena zgodba   | Simon Gomilšek                  | Diana Lečnik             | Sašo Fajon                      |
| 12. | Jasmina Cafnik                    | Ti sploh ne razumeš | Danilo Kocjančič                | Drago Mislej             | Marino Legovič                  |
| 13. | Domen Kumer                       | Tvoje ime           | Frenk Nova                      | Frenk Nova, Sebastian    | Frenk Nova                      |
| 14. | Polona                            | Ujel si se          | Matija Oražem                   | Damjana Kenda Hussu      | Matija Oražem, Franci Zabukovec |
| 15. | Tulio Furlanič in Alenka Pinterič | Zlata šestdeseta    | Marino Legovič                  | Damjana Kenda Hussu      | Marino Legovič                  |
| 16. | Alenka Godec                      | Poglej me v oči     | Aleš Klinar                     | Anja Rupel, Alenka Godec | Aleš Klinar, Aleš Čadež         |

Izbrane so bile tudi 4 rezervne skladbe, ki pa se na samo Emo niso uvrstile:
| #  | Izvajalec                    | Naslov pesmi   | Avtor glasbe     | Avtor besedila                | Avtor aranžmaja                   |
| -- | ---------------------------- | -------------- | ---------------- | ----------------------------- | --------------------------------- |
| 1. | Manca & NORDunk              | Korak do sonca | Simon Šimat      | Tomaž Letnar                  | Simon Šimat                       |
| 2. | Barbara Leban                | Upam si        | Aleš Vovk        | Aleš Vovk                     | Aleš Vovk                         |
| 3. | Čuki                         | Komar          | Jože Potrebuješ  | Jože Potrebuješ, Marko Vozelj | Martin Štibernik, Jože Potrebuješ |
| 4. | Regina in Diego Barrios Ross | Čaša ljubezni  | Aleksander Kogoj | Štefan Miljevič               | Aleksander Kogoj                  |

## Glasovanje in rezultati
Glasovanje je potekalo v dveh krogih. V prvem krogu so svoj glas oddali gledalci preko telefonskega glasovanja in strokovna žirija. Uporabljen je bil evrovizijski sistem točkovanja (12, 10, 8–1). V drugi krog so se uvrstile tiste 3 pesmi, ki so v skupnem seštevku zbrale največ točk. V drugem krogu glasovanja pa je o zmagovalcu odločalo le telefonsko glasovanje.
| #   | Izvajalec                         | Pesem               | Žirija | Televoting | Televoting | Skupno | Uvrstitev |
| #   | Izvajalec                         | Pesem               | Žirija | Št. glasov | Točke      | Skupno | Uvrstitev |
| --- | --------------------------------- | ------------------- | ------ | ---------- | ---------- | ------ | --------- |
| 1.  | Jadranka Juras                    | Sedmi čut           | 1      | 920        |            | 1      | 12.       |
| 2.  | Ana Dežman & Elektra              | Mlado srce          |        | 1532       | 3          | 3      | 11.       |
| 3.  | Folkrola & Nina                   | Ujemi me            |        | 878        |            | 0      | 13.       |
| 4.  | Bepop                             | Ne sekiraj se       |        | 16695      | 12         | 12     | 4.        |
| 5.  | Andraž Hribar                     | Letim naprej        | 5      | 892        |            | 5      | 10.       |
| 6.  | Karmen Stavec                     | Lep poletni dan     | 6      | 9194       | 10         | 16     | 2.        |
| 7.  | Nuša Derenda                      | Prvič in zadnjič    | 7      | 5798       | 8          | 15     | 3.        |
| 8.  | Alya                              | Exploziv(no)        |        | 924        |            | 0      | 13.       |
| 9.  | Marijan Novina                    | Vse enkrat mine     | 2      | 1791       | 4          | 6      | 9.        |
| 10. | Pika Božič                        | Ne bom čakala te    | 3      | 5207       | 7          | 10     | 6.        |
| 11. | Platin                            | Sto in ena zgodba   |        | 747        |            | 0      | 13.       |
| 12. | Jasmina Cafnik                    | Ti sploh ne razumeš |        | 677        |            | 0      | 13.       |
| 13. | Domen Kumer                       | Tvoje ime           | 4      | 2237       | 5          | 9      | 7.        |
| 14. | Polona                            | Ujel si se          | 10     | 1422       | 2          | 12     | 4.        |
| 15. | Tulio Furlanič in Alenka Pinterič | Zlata šestdeseta    | 8      | 1246       | 1          | 9      | 7.        |
| 16. | Alenka Godec                      | Poglej me v oči     | 12     | 2640       | 6          | 18     | 1.        |

### Finalni krog
| Izvajalec     | Pesem            | Št. glasov | Uvrstitev |
| ------------- | ---------------- | ---------- | --------- |
| Karmen Stavec | Lep poletni dan  | 26714      | 1.        |
| Nuša Derenda  | Prvič in zadnjič | 13637      | 2.        |
| Alenka Godec  | Poglej me v oči  | 12261      | 3.        |

### Mednarodna strokovna komisija
- Andy Knoll
- Marija Naumova
- Paul de Leeuw
- Drago Ivanuša
- Branka Kraner